# Ostkupan

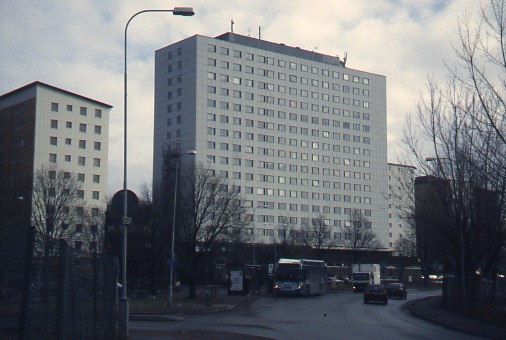
Ostkupan i Kallebäck.

Ostkupan är smeknamnet på ett bostadshus i Kallebäck i Göteborg. Huset som stod klart 1964 ägs av Stiftelsen Göteborgs Studentbostäder och hyser främst studenter.
Ostkupan är 14 våningar hög och består av mestadels korridorsrum med fyra rum per korridor och ett kök per korridor och två toaletter med dusch. Det finns även ett fåtal tvårumslägenheter samt en fyrarumslägenhet. Huset har fyra hissar för boende, i två par. Varje hisspar har även en brandtrappa som sträcker sig från bottenvåningen till 14:e våningen samt en extra utomliggande brandtrappa som går från sjunde våningen och neråt. I mitten av byggnaden finns en femte hiss avsedd för fastighetsskötsel.
Ostkupan hyser även en liten studentbar i källaren, biljardrum, TV- och tidningsrum, bastu, fotoframkallningsrum och ett mindre gym.
Ostkupan ligger på adressen Mejerigatan 2, och närbelägna vägar har alla namn som är kopplade till mejeriprodukter, exempelvis Gräddgatan, Smörgatan och Mjölktorget; detta på grund av det närbelägna mejeriet.

## Historia
De första inflyttningarna var planerade till den 10 oktober 1965, och de sista lägenheterna blev klara för inflyttning den 1 januari 1966. Den 11 januari 1966 utbröt dock en eldsvåda i ett hisschakt i byggnaden. Göteborgs-Tidningen kom dagarna efter med svidande kritik mot säkerheten i byggnaden. SGS tog formellt inte över byggnaden förrän 1967 och hade under de följande åren svårt att få alla rum och lägenheter uthyrda.
Under 1980-talet var Ostkupan ett vandrarhem.

## Studentbaren
Studentbaren är belägen i källaren och är öppen för bokning alla dagar förutom onsdagar, då en öppen pub hålls av föreningens barutskott. Baren är fullt utrustad med möjlighet för besökare att spela dart och bordsfotboll.